# Fluororrichterita
La fluororrichterita es un mineral de la clase de los inosilicatos, y dentro de esta pertenece al llamado grupo de los "clinoanfíboles de calcio", inosilicatos de doble cadena con sodio y calcio. Fue nombrado así por su relación con el mineral de richterita (Na(CaNa)Mg5Si8O22(OH)2), de estructura química similar pero sin flúor.
La fluororrichterita fue encontrada por primera vez de la Reserva Natural de Ilmen, en las montañas de Ilmen,  óblast de Cheliábinsk, Urales del Sur, Rusia. Fue reconocido por la Asociación Mineralógica Internacional en 1994. Su nombre se deriva de su contenido de flúor y la relación con la richterita.

## Formación y yacimientos
Aparece asociado a depósitos de rocas ígneas. La localidad tipo donde fue descrita este mineral es una mina en el óblast de Cheliábinsk, en el distrito federal del Ural (Rusia).